# Ханыков, Василий Васильевич
Василий Васильевич Ханыков (1759—1829) — русский военный, государственный
и дипломатический деятель. Генерал-лейтенант (1798). Действительный тайный советник (1819).

## Военная служба
С 1773 года капрал Преображенского лейб-гвардии полка. В 1785 году после окончания Сухопутного шляхетного кадетского корпуса выпущен подпоручиком гвардии в Измайловский лейб-гвардии полк. С 1788 года участник Русско-шведской войны: 13 августа 1789 года будучи командиром отряда гвардии и заведующим флагманским дежурством при начальнике галерной эскадры контр-адмирале графе Д. Р. Литте участвовал в Первом Роченсальмском морском сражении. 28 июня 1790 года участвовал в Втором Роченсальмском морском сражении. За это сражение был награждён орденом Святого Георгия 4-й степени
.
С 1791 года участник Русско-турецкой войны, был военным волонтёром находившимся в составе корпуса генерал-аншефа князя В. Н. Репнина. С 1794 года из капитанов Измайловского лейб-гвардии полка был переведён полковником в Ростовский карабинёрный полк, в 1795 году произведён в бригадиры и назначен командиром этого полка. Участник Польской компании 1794 года, за храбрость в этой компании был награждён Золотой георгиевской саблей.
В 1796 году прикомандирован к Провиантской экспедиции. В 1797 году произведён в генерал-майоры. В 1798 году произведён в генерал-лейтенанты.

## Дипломатическая служба
С 1792 по 1794 годы находился при дипломатической миссии в Константинополе. С 1797 года был прикомандирован к дипломатической миссии в Вене.
С 1802 по 1829 годы на дипломатическом поприще в ранге чрезвычайного посланника и полномочного министра — в Саксонском дворе, а с 1815 года и при дворах Ганноверском, Гессен-Кассельском, Веймарском, Мекленбургском и Ольденбургском. С 1813 года состоял при великой княгине Марии Павловне и при Главной квартире русской армии в свите императора Александра I с исполнением дипломатических обязанностей. В 1814 году участвовал в заключении Парижского мирного договора. В 1819 году произведён в действительные тайные советники.
Был награждён всеми орденами вплоть до ордена Святого Владимира 1-й степени. Орден Святого Александра Невского с бриллиантовыми знаками был пожалован ему 25 августа 1813 года.